# Rudolf Gustav Puff
Rudolf Gustav Puff (* 10. Juli 1808 in Holzbaueregg bei Großflorian, Steiermark; † 20. Juni 1865 in Marburg an der Drau) war ein untersteirischer Gymnasialprofessor, Schriftsteller, Dichter und bedeutender (ursprünglich deutschsprachiger) Förderer der slowenischen Kultur.

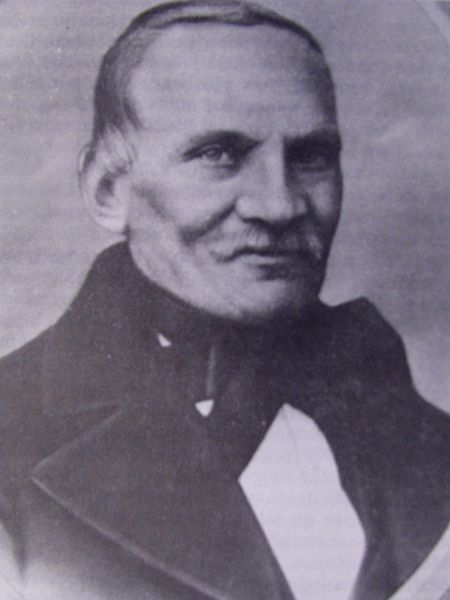
Rudolf Gustav Puff

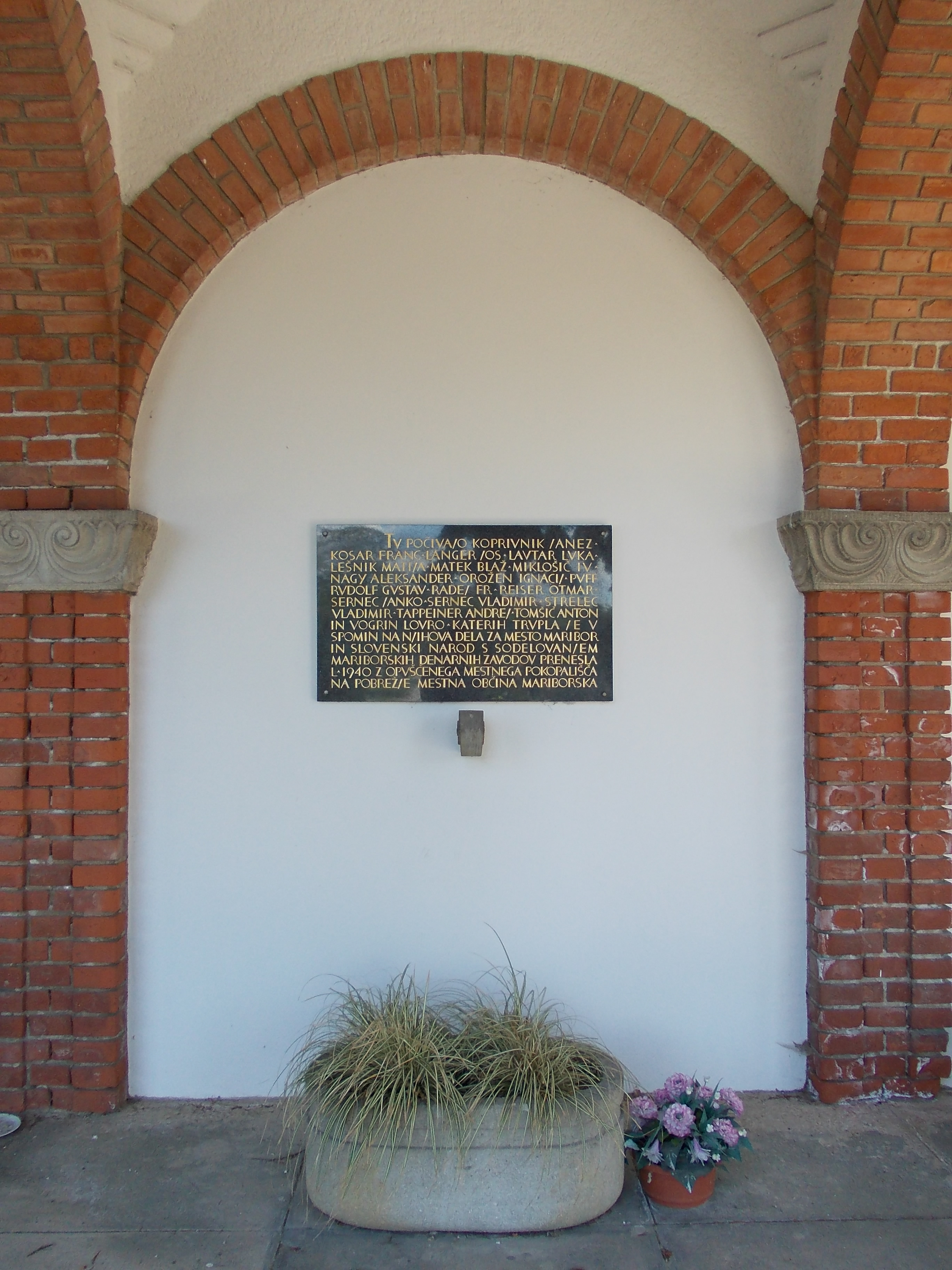
Grabmal von Rudolf Gustav Puff auf dem Friedhof Pobrežje

## Leben
Puff erhielt seine erste Ausbildung in Graz, wohin die Familie wenige Jahre nach seiner Geburt übersiedelt war. Schon früh beschäftigte er sich mit der Geschichte (insbesondere seiner engeren Heimat) und dem Studium der modernen Sprachen, wobei er ein besonderes angeborenes Talent entfaltete. Er unternahm ausgedehnte Reisen durch die österreichischen Alpenländer, die seine Vorliebe für das kulturelle Leben und die Naturschönheiten dieser Gegenden erweckten. Nach dem Tod des Vaters (1823) übersiedelte die Mutter nach Wien, wo Puff seine Studien von 1825 an fortsetzte und ausgedehnten Verkehr mit hervorragenden literarischen Größen der Residenzstadt pflegte. Daneben hatte er Gelegenheit, seinen ästhetischen Sinn an den dramatischen Leistungen des Hofburgtheaters zu bilden. Als plötzlich auch seine Mutter starb begab er sich zurück in die Steiermark, an die Universität Graz, wo er neben juristischen Studien (die er 1830 abschloss) auch zum Doktor der Philosophie promovierte.
Nach seiner Verehelichung im selben Jahr (1830) wurde er Supplent in Marburg und im Jahr 1831 Gymnasialprofessor in Capo d’Istria (heute Koper, Slowenien). Ein Diensttausch brachte ihn von dort wieder zurück nach Marburg, wo er eine ertragreiche pädagogische Tätigkeit entfaltete und bei seinen Schülern außerordentlich beliebt war. Seither stand er mit den literarischen Kreisen Steiermarks und ganz Österreichs in steter Verbindung, unternahm ausgedehnte Reisen im Lande, wie auch in die Nachbarländer (Tirol, die Schweiz, an den Rhein usw.). Trotz verlockender Anträge, seine engere Heimat zu verlassen, verblieb er in Marburg und war schriftstellerisch außerordentlich tätig. Die Stadt ehrte ihn 1846 durch Verleihung des Ehrenbürgerrechtes. Im Revolutionsjahr 1848 tat Puff Dienst in der „Marburger Nationalgarde“ und zeichnete sich durch „Ruhe und Besonnenheit“ aus. Nachdem im Jahr 1854 seine Gattin gestorben war, vermählte sich Puff zum zweiten Mal, trat nach 32-jährigem Dienst im Lehrfach in den Ruhestand und starb am 20. Juni 1865 zu Marburg, das er in den letzten Jahren seines Lebens nicht mehr verlassen hatte.
Er wurde auf dem Friedhof von Pobrežje, dem Zentralfriedhof von Maribor beigesetzt.

## Schriften
Puffs Arbeiten behandeln historische, geographische und ethnographische Themata. Auf seinen Wanderungen und Reisen hatte zahlreiche Sagenstoffe gesammelt und Land und Leute beobachtet. Die Resultate dieser Sammlung und Beobachtung legte er in zahlreichen Aufsätzen nieder, die in hervorragenden Blättern Österreichs, sowie in der „Augsburger Allgemeinen Zeitung“ und anderen Journalen des Auslandes veröffentlicht wurden. Von seinen Einzelwerken seien hier angeführt:
- 6 Bändchen Gedichte (1835–1840), welche insbesondere zahlreiche Balladen und Romanzen aus der heimischen Geschichte enthalten,
- die treffliche Topographie: Marburg in Steiermark Seine Umgebung, Bewohner und Geschichte (1847), 2 Bände,
- Marburg in Steiermark. Seine Umgebung, Bewohner und Geschichte. Slowen.: Maribor. Njegova okolica, prebivalci in zgodovina. Maribor: Založba Obzorja 1999. ISBN 961-230-102-6 (=Documenta et studia historiae recentioris. 13.)
- reichhaltige Marburger Taschenbuch für Geschichte, Landes und Sagenkunde der Steiermark (1853–1855), 3 Jahrgänge,
- die 10 Hefte steirischer Volkssagen: Von der Mur und der Drau (1830),
- Sagen und Erzählungen (1837 u. 1838), 2 Bände,
- eine Reihe von Bändchen unter dem Titel Frühlingsgruß (1839 ff.), zumeist Gedichte, Sagen und Erzählungen aus Steiermark und den Nachbarländern enthaltend,
- die Monographien über die steirischen Badeorte: Gleichenberg, Römerbad-Tüffer, Sauerbrunn-Rohitsch, der Wegweiser in sämmtliche Gesundbrunnen und Bäder der Steiermark (1854),
- die Wanderungen durch Steiermark (1843).

Zahlreiche ungedruckte historische, topographische, poetische und dramatische Arbeiten fanden sich in seinem Nachlass, der sich im steirischen Landesarchive zu Graz befindet. Viele seiner Stoffe entnahm Puff dem Volksleben der slawischen Bevölkerung des Landes, da er der slowenischen Sprache mächtig war und mit den slowenischen Literaten seiner Zeit in fortwährender Verbindung stand.